# خط أنابيب كيستون
نظام خط أنابيب كيستون هو نظام خط أنابيب النفط في كندا والولايات المتحدة، صدر ترخيصه منذ 2010
سيتم تشغيله من الحوض الرسوبي الغربى الكندى في ألبرتا إلى مصافي التكرير في إلينوي وتكساس، وأيضا لمزارع خزانات النفط ومراكز توزيع أنابيب النفط في كوشينغ (أوكلاهوما).
يشمل المشروع ثلاثة مراحل هي قيد التشغيل، والرابع ينتظر موافقة حكومة الولايات المتحدة، وهم:
- خط أنابيب كيستون (المرحلة الأولى)، وسيتم فيه نقل النفط من هارديستي، ألبرتا 3,456-كيلومتر (2,147 ميل) إلى تقاطع في ستيل سيتي (نبراسكا) وإلى مصفاة وود ريفر في روكسانا (إلينوي) ومحطة النفط باكوتا محور (صهاريج) شمال باتوكا (إلينوي)، أنجزت في يونيو 2010.
- تمديد كيستون-كوشينغ (المرحلة الثانية)، وتشغيل 480-كيلومتر (300 ميل) من ستيل مدينة لتخزين وتوزيع المرافق (صهاريج) في كوشينغ (أوكلاهوما),[3] أنجزت في فبراير 2011.
- امتداد ساحل الخليج (المرحلة الثالثة)، وتشغيل 784-كيلومتر (487 ميل) من كوشينغ إلى مصافي التكرير في بورت أرثر، تكساس تم الانتهاء منها في يناير 2014, وخط الأنابيب الجانبي لمصافي التكرير في هيوستن، تكساس وسيتم الانتهاء من المحطة في منتصف عام 2015.
- خط أنابيب كيستون XL المقترح (المرحلة الرابعة)، التي من شأنها أساسا تكرار خط أنابيب المرحلة الأولى بين هارديستي، ألبرتا، وستيل سيتي (نبراسكا) ,[4] مع طريقا أقصر وأنابيب ذات قطر أكبر. فإنه من خلال تشغيل بيكر (مونتانا)، حيث سيضاف النفط الخام الخفيف الأمريكي المنتج من حوض يليستون (تشكيل باكن) من مونتانا وولاية داكوتا الشمالية [2] إلى الإنتاجية الحالية لكيستون من النفط الخام الاصطناعية (سينكرود) و القار المخفف (dilbit) كيستون من نفط رملي من كندا.

المرحلتين الأولى والثانية لديهما القدرة على تقديم ما يصل إلى برميلا من النفط في اليوم من النفط في مصافي الغرب الأوسط. المرحلة الثالثة لديها القدرة على تقديم ما يصل إلى700,000 برميل لكل يوم (110,000 م3/ي) إلى مصافي تكساس. على سبيل المقارنة، مع إنتاج النفط الأمريكي كان تقريبا في اوائل نوفمبر تشرين الثاني 2014; وخلال الإثني عشر شهرا السابقة حتى أغسطس عام 2014، استوردت الولايات المتحدة في المتوسط نحو 7.5 مليون برميل من النفط يوميا.
ويواجه اقتراح كيستون XL انتقادات من قبل مناصرى حماية البيئة وأقلية من أعضاء الكونغرس الولايات المتحدة. في يناير 2012، الرئيس باراك أوباما رفض المشروع وسط احتجاجات حول تأثير خط الأنابيب على حساسية البيئة في نبراسكا المنطقة رمل هيلز. شركة ترانس كندا غيرت الطريق المقترح الأصلي لمشروع كيستون XL للحد من «الاضطراب في الأراضي والموارد المائية والمناطق الخاصة». تمت الموافقة على الخط الجديد من قبل حاكم ولاية نبراسكا دايف هاينمان في يناير 2013. في 18 أبريل، أعلنت إدارة أوباما عام 2014 على أن استعراض خط أنابيب النفط كيستون XL المثير للجدل قد تم تمديده إلى أجل غير مسمى، في انتظار نتيجة الطعن القانوني مفضيا إلى تحديد مواقع أنابيب نبراسكا القانون الذي يمكن أن يغير المسار في 9 يناير عام 2015، أخلت المحكمة العليا نبراسكا الطريق المعد للبناء، وفي نفس اليوم صوت مجلس النواب لصالح خط الانابيب. واعتبارا من 29 يناير 2015 تم تمرير خط أنابيب كيستون XL من 62-36 عن طريق مجلس الشيوخ. واعتبارا من 11 فبراير 2015، تم تمرير خط أنابيب كيستون XL من قبل مجلس النواب مع التعديلات المقترحة في مجلس الشيوخ270-152. في 13 فبراير عام 2015 أرسل مشروع خط أنابيب كيستون XL رسميا إلى الرئيس أوباما، بدأ العد الرسمي نحو الفيتو جيب. ومن المتوقع إن تم اعتراض التشريع فإنه سيعاد للعمل في الكونغرس. لا يبدو أن الكونجرس لديه ما يكفي من الأصوات في مجلسيه للحفاظ على تجاوز حق النقض.

## وصف المشروع
ويتكون النظام من خط أنابيب كيستون المرحلة التشغيلية الأولى؛ المرحلة الثانية؛ والمرحلة الثالثة، ومشروع خط أنابيب ساحل الخليج، وقطاع التوسع لخط الانابيب المقترح المرحلة الرابعة، كيستون XL. بناء المرحلة الثالثة، من كوشينغ، أوكلاهوما، لهولندا، تكساس، في منطقة ساحل الخليج، بدأ في أغسطس 2012 حيث يعد أداة اقتصادية مستقلة. Phase III was opened on 22 January 2014 The Keystone XL Pipeline Project (Phase IV) revised proposal in 2012 consists of a new 36-بوصة (910 مـم) pipeline from Hardisty, Alberta, through Montana and South Dakota to Steele City, Nebraska, to "transport of up to 830,000 برميل لكل يوم (132,000 م3/ي) of crude oil from the Western Canadian Sedimentary Basin in Alberta, Canada, and from the Williston Basin (Bakken) region in Montana and North Dakota, primarily to refineries in the Gulf Coast area." After the Keystone XL pipeline segments are completed, American crude oil would enter the XL pipelines at بيكر، on their way to the storage and distribution facilities at كوشينغ. Cushing is a major crude oil marketing/refining and pipeline hub.
Operating since 2010, the original Keystone Pipeline System is an 3,461-كيلومتر (2,151 ميل) pipeline delivering Canadian crude oil to U.S. Midwest markets and Cushing, Oklahoma. In Canada, the first phase of Keystone involved the conversion of approximately 864 كيلومتر (537 ميل) of existing 36-بوصة (910 مـم) natural gas pipeline in Saskatchewan and Manitoba to crude oil pipeline service. It also included approximately 373 كيلومتر (232 ميل) of new 30-بوصة (760 مـم) diameter pipeline, 16 pump stations and the Keystone Hardisty Terminal.